# Парк Света
Парк Света — парк на северо-востоке Москвы, расположенный в районе Бибирево. Общая площадь составляет 7,5 га. Парк был разбит на территории старого сквера вдоль Костромской улицы, со временем пришедшего в запустение. Открытие состоялось 23 августа 2019 года после завершения работ по комплексному благоустройству территории в рамках программы «Мой район».
Главной особенностью нового парка стало разнообразное освещение, включая художественную подсветку малых архитектурных форм: качелей, скамейки, арок. В 2019 году Парк Света вошел в десятку мест Москвы, в которых стоит побывать в темное время суток.

## История
До проведения благоустройства на территории вдоль Костромской улицы находился сквер с выделенной дорожно-тропиночной сетью, озеленением и детской площадкой. Тем не менее, по словам префекта Северо-Восточного административного округа Алексея Беляева, в последнее время эта территория имела «неприглядный вид» и использовалась в качестве транзитной дороги от дома до станции метро «Бибирево».
Привести в порядок территорию было решено по просьбе местных жителей. В ходе публичных слушаний, состоявшихся 23 октября 2018 года, а также последовавших в течение 7 дней удаленных обсуждений, жители одобрили реализацию представленного проекта «Парк света».

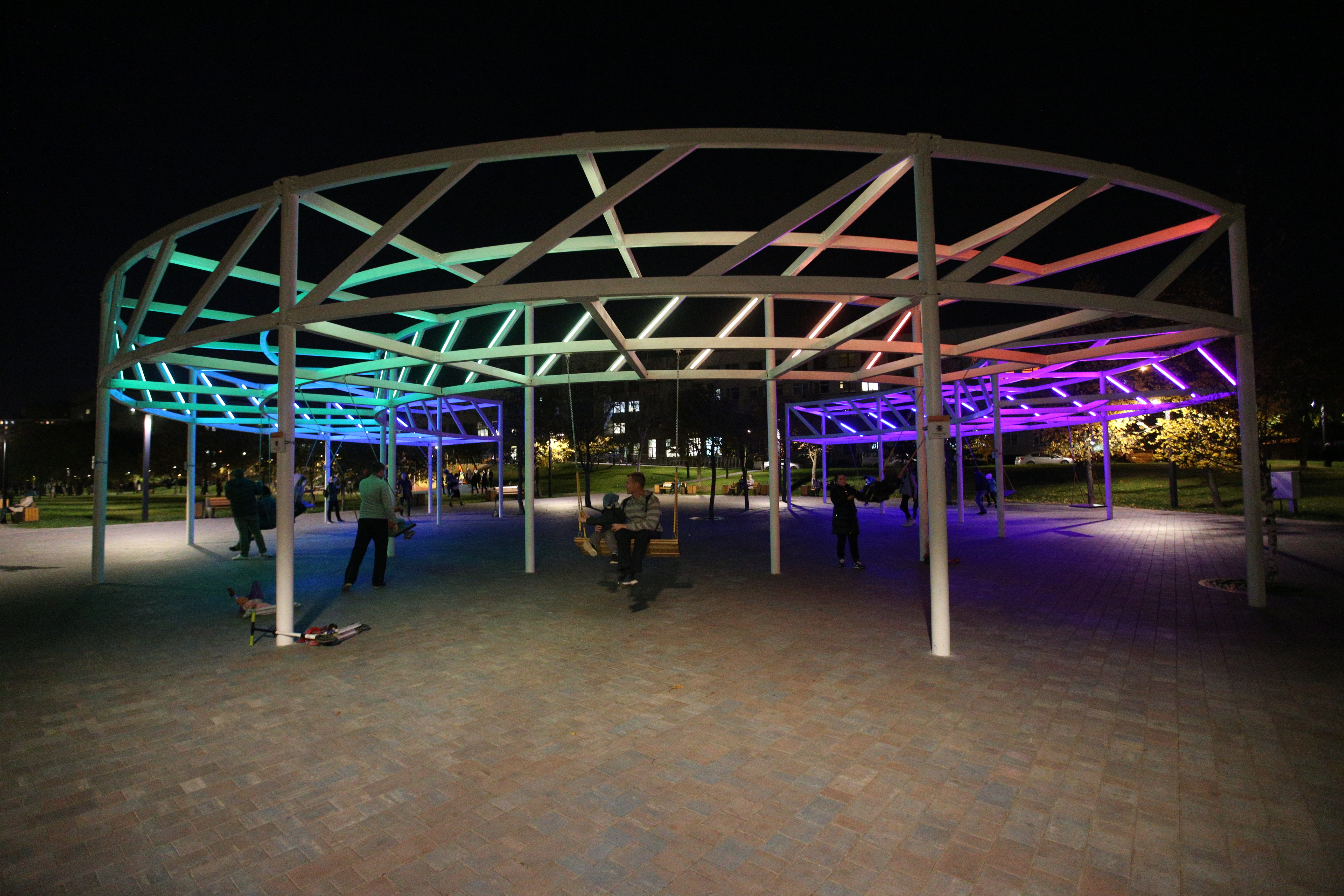
Светящиеся качели

Среди прочего участники высказались за установку большего количества лавочек (в том числе — специализированных для инвалидов), урн, обустройство площадки для выгула собак, ретроплощадки для пожилых. На детских и спортивных площадках предлагалось установить оборудование для маломобильных граждан. Кроме того, была поддержана организация в парке красочного освещения с обустройством арочной подсветки и подсветки деревьев. Всего в обсуждении приняли участие 189 жителей Бибирева.

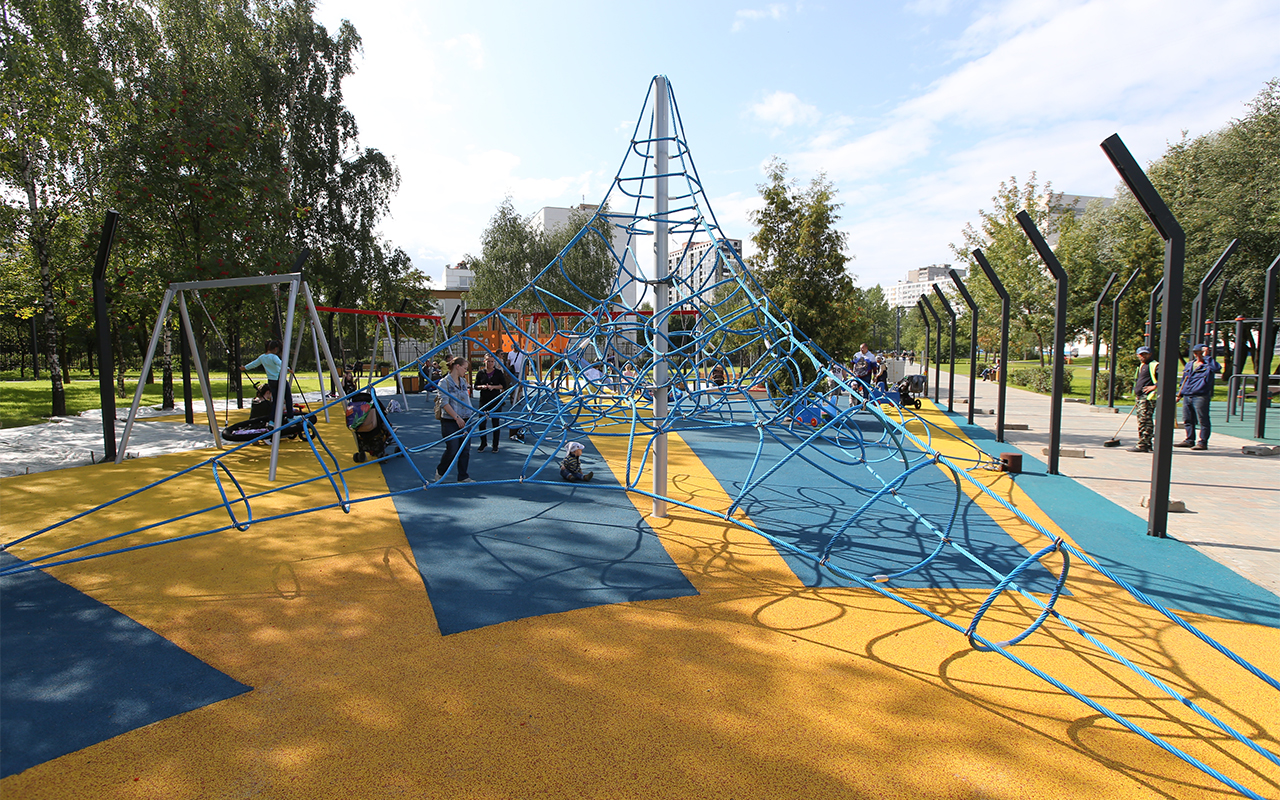
Детская площадка

Работы по благоустройству территории начались в апреле 2019 года и завершились в июле. Торжественное открытие нового парка было запланировано на 9 августа, однако ввиду неблагоприятных погодных условий было перенесено. В итоге праздник по случаю открытия состоялся 23 августа 2019 года. На открытии присутствовал префект СВАО Алексей Беляев.

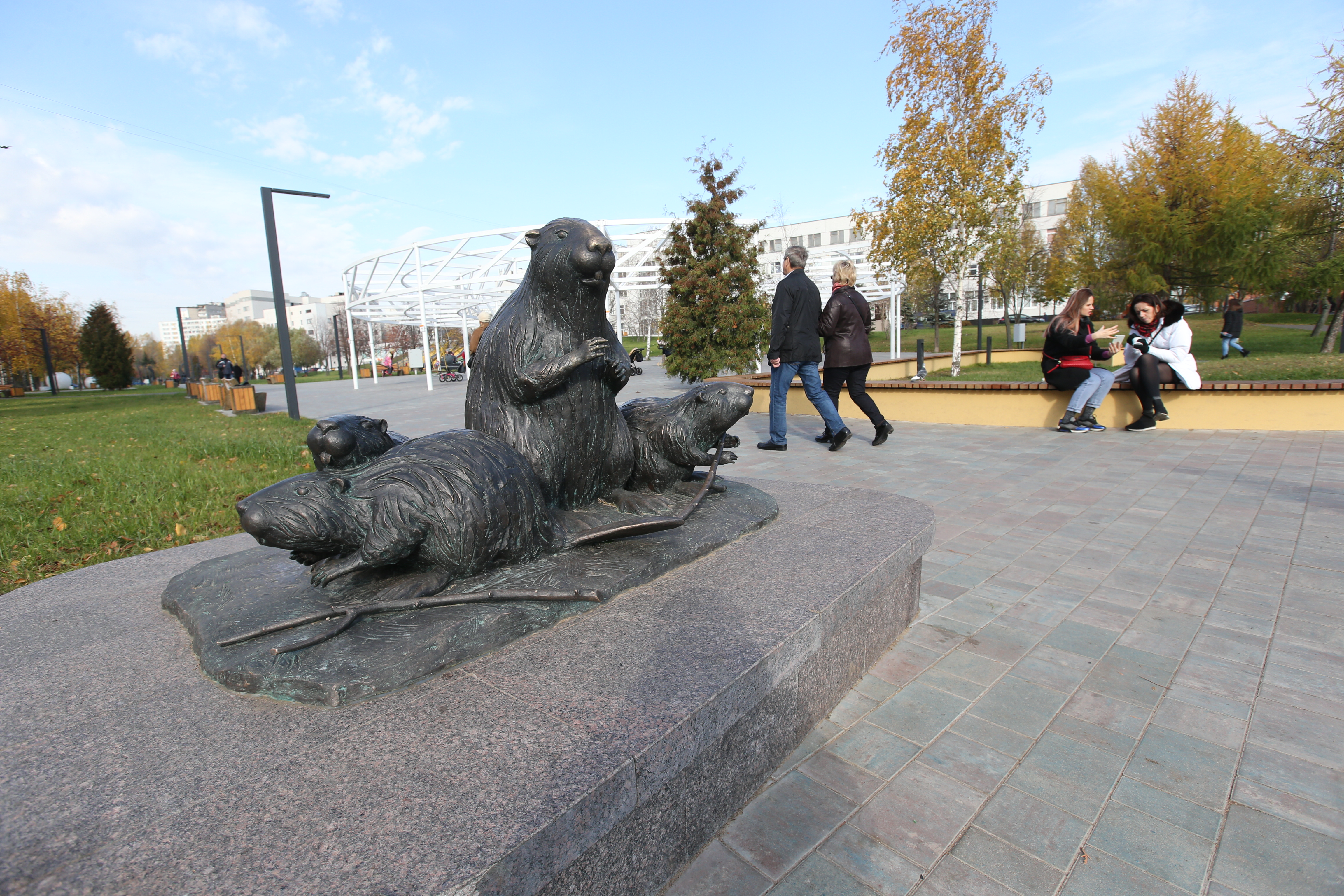
Скульптура «Бобры»

## Концепция
Проект нового парка на месте транзитного сквера был разработан архитектурным бюро Megabudka. 
Парк света — актуальная тема для нашей страны, поскольку в три из четырёх погодных сезонов мы гуляем после учёбы и работы в сумерках, что затрудняет наше передвижение и сокращает время нахождения на воздухе. Качели с северным сиянием и световые фигуры в «волшебном лесу» как раз освещают дорогу и создают атмосферу тепла и романтики.
Особенность Парка Света заключается в нестандартном освещении. Впрочем, как утверждает пресс-служба Префектуры СВАО, такое название территория получила также благодаря соседству с храмом («свет души») и роддомом («свет будущего»).
Во время публичных слушаний было предложено несколько вариантов будущего благоустройства — многие предполагали организацию яркой подсветки. По итоговому проекту оформления, в парке предполагалась установка больших круглых качелей и навесов со светодиодной подсветкой, святящихся скамеек, а также организация зоны тихого отдыха под названием «волшебный лес» — со стоящими посреди деревьев светодиодными фигурами, которые можно использовать в качестве мест для сидения.

## Описание парка
Парк представляет собой вытянутую вдоль Костромской улицы озелененную территорию, разделенную на несколько функционально-тематических зон. При строительстве специалисты придерживались итогового проекта оформления, однако в ходе работ были внесены изменения: например, игровой склон перенесли дальше первоначального плана, чтобы сохранить растущие деревья. Помимо этого, в парке отсутствуют заявленные в проекте светящиеся навесы.
Новые дорожки проложили по уже существующей дорожно-тропиночной сети, включая протоптанные тропы. Появилась также велодорожка, скамейки и урны.
Территорию дополнительно озеленили. В планах благоустройства значилась высадка 37 деревьев и 3160 кустарников. Кроме того, планировалось разбить 1.4 тысячи квадратных метров цветников и восстановить 44,1 тысячи квадратных метров газонов.

## Освещение
В парке реализована современная система освещения: установлены фонари разных дизайнов (в планах было заявлено 170 штук), а малые архитектурные формы оснащены подсветкой и иллюминацией. Так, в центральной части зоны отдыха установлены большие круглые качели для детей и взрослых, которые в темное время суток переливаются разными цветами. Рядом стоит длинная скамейка, представляющая собой деревянный парапет по периметру небольшого зеленого участка, — эту скамейку подсвечивают точечные светильники.
Пространство «волшебного леса» — мелкой рощицы в парке — украшают светящиеся фигуры в форме шара, куба, полумесяца, цилиндра, звезды. Эти фигуры исполняют не только роль арт-объекта, но и могут быть использованы в качестве скамеек.
Входные группы в парке выполнены в виде аркад, оформленных круглыми светильниками. Помимо этого, здесь организовали разноцветную подсветку некоторых деревьев.

## Детские площадки
В Парке Света разбиты две детские площадки. Первая представляет собой игровой склон, организованный на искусственном холме. Здесь на цветном прорезиненном покрытии установлены три горки, сетка для лазания, искусственные неровности и деревянные брусья. На второй площадке установили игровой комплекс с горкой и скалодромом, комплекс-паутинку для лазания, песочницу, качалки на пружинах и качели-гнезда.

## Спортивные площадки
На территории зоны отдыха есть три площадки для воркаута, оснащенные разнообразными комплексами для уличных тренировок: рукоходами, шведскими стенками, турниками, скамьей в наклоне.

## Площадка для выгула собак

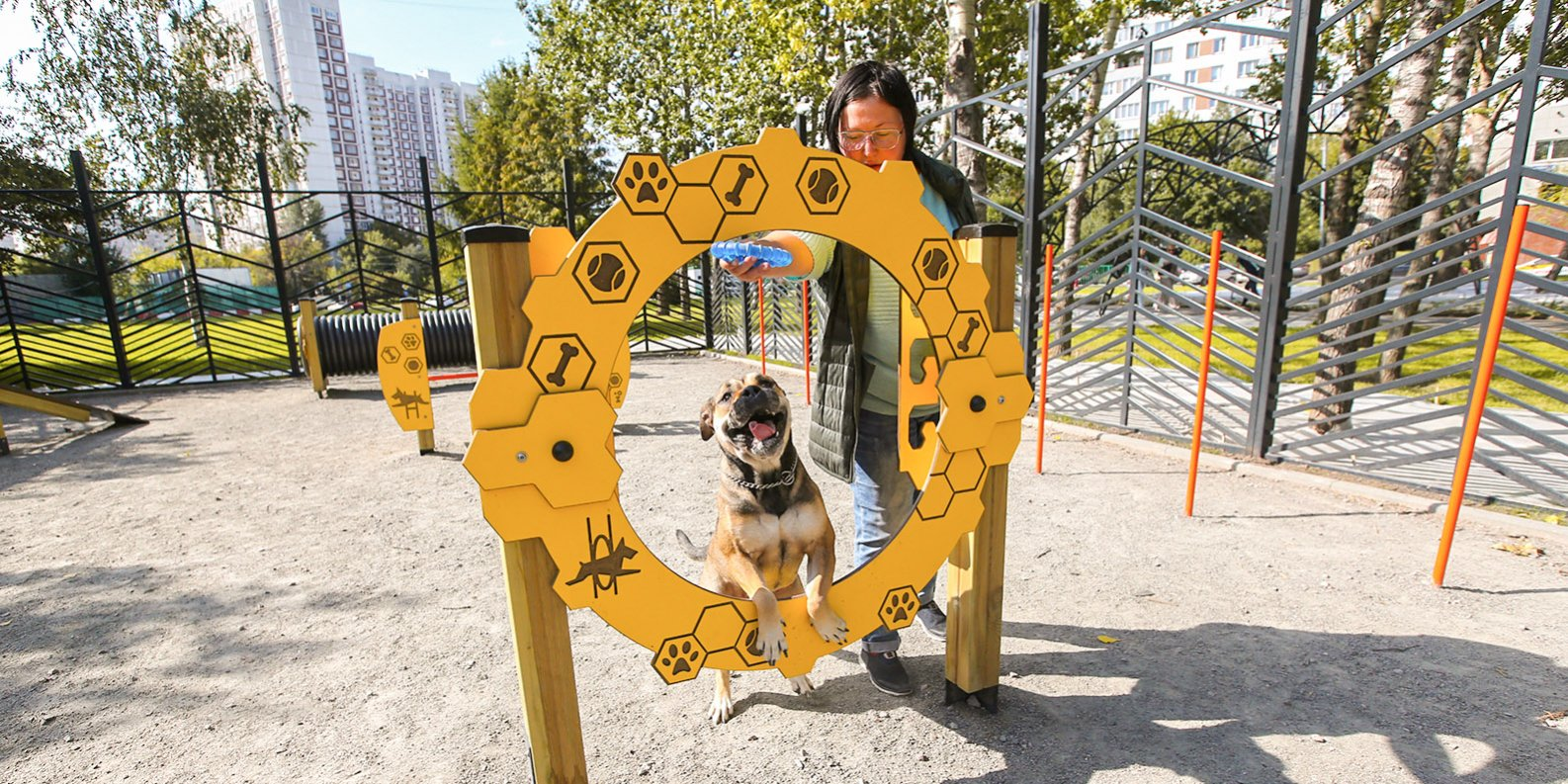
Собачья площадка

Площадка находится в северо-западной части парка. Территория освещена и оборудована современными элементами для дрессировки собак: есть тоннель, бум, кольцо для прыжков, перекладины, горка, слалом.

## Скульптура «Семейство бобров»
На главной аллее парка изначально было выделено место под скульптурную композицию, однако к моменту открытия зоны отдыха арт-объект так и не появился: на его месте была временно установлена табличка с надписью «Ждем семью бобров».
Бронзовая скульптура «Семейство бобров» была установлена в Парке света в День города. Авторами композиции стали заслуженные художники России и Армении Ваге и Микаэль Согояны.
Бобер — это символ Бибирева. Изображение этого животного можно найти на гербе района — оно напоминает о бобрах, водившихся в местных реках в старину.

## Пресса и социальные сети о парке
По итогам 2019 года Парк Света назван одной из пяти главных новых достопримечательностей Москвы, построенных в 2019 году по программе «Мой район». Известный урбанист и блогер Илья Варламов включил Парк Света в свой обзор удачных примеров благоустройства на севере Москвы.